# Xendi
Shendi o Shandi (àrab: شندي, Xandī) és una ciutat de la wilaya de Nahr an-Nil al Sudan, a 160 km al nord-est de Khartum, amb més de 50.000 habitants (2004), un 55.516 segons estimació del 2007; la població era d'11.500 habitants el 1956, i de 24.000 el 1980. Estació de tren. Incipient turisme per a visitar la propera Mèroe. La població es dedica a l'agricultura i el comerç.
Fou una de les ciutats dels djaaliyyun que van tenir un petit regne a la regió almenys des del segle xvi fins al 1821, però la ciutat mateix no s'esmenta fins al segle xviii en tant que seu del rei (makk) i centre comercial. Entre 1770 i 1820 la població es va desenvolupar de manera notable arribant a entre 5000 i 7000 habitants. El 1820 la zona fou envaïda per Ismail Pasha, el fill de Muhammad Ali Pasha, que la va ocupar el 1821. Mort Ismail Pasha a la tardor de 1822, la ciutat es va revoltar i en la repressió la població fou massacrada o dispersada i la vila destruïda en gran part; els egipcis van traslladar l'administració a l'altre costat del riu a al-Matamma i van passar anys fins que Shendi va recuperar la seva antiga prosperitat. El 1884 va donar suport a la revolta del Mahdi i llavors tenia uns dos mil habitants. però vers el 1900 havia baixat a uns 500, però durant el condomini es va recuperar i la riquesa agrícola dels terrenys i la línia fèrria la van desenvolupar ajudant també el fet de no ser molt llunyana a Khartum. Am la república va esdevenir centre administratiu i seu de guarnició militar.